# Бржевнов
Бржевнов (чеш. Břevnov) — историческая местность, кадастровая территория и муниципальный район в составе административного округа Прага 6 и частично Прага 5. Бржевнов граничит с муниципальными районами Либоц, Велеславин, Стршешовице, Градчаны, Смихов, Мотол, Ржепы и Рузине. Здесь протекает ручей Бруснице.

## История
Первые упоминания о Бржевнове относятся к X веку. Известнейшим историческим памятником Бржевнова является Бржевновский монастырь, основанный в 993 году князем Болеславом II и епископом Адальбертом Пражским. Развитие поселения было тесно связано с монастырём, вотчиной которого оно стало со дня своего основания.
Здесь проходил один из самых старых путей из Праги на запад, поэтому место стало свидетелем многочисленных сражений средневековых войн. Именно сюда вышла торжественная процессия встречать Карла IV после его коронации императором Священной Римской империи в 1355 году, здесь подступили к Праге войска Фердинанда II после битвы на Белой горе и шведские войска через 28 лет.
До середины XIX века Бржевнов оставался небольшой деревней. Очертания её основной площади сейчас читаются в плане современной застройки. Территория между монастырём и средневековыми укреплениями не была плотно застроенной, встречались только одиночные усадьбы и дворы.
27 апреля 1907 года император Франц Иосиф I, как говорят, по ошибке присвоил Бржевнову статус самостоятельного города, каковым он и оставался до 1922 года, когда был вновь присоединен к Праге.
В 1938 году начала работу военная больница.
В 50-х годах XX века в Бржевнове была построена улица Пионеров (ныне Паточкова), разделившая Бржевнов на две отдельные части. В процессе строительства была снесена внешняя стена Бржевновского монастыря и еще несколько монастырских строений, в том числе пивоварня (ныне восстановленная). В 70-х годах на месте старинного бржевновского поселения был отстроен современный жилой квартал. Из оригинальных строений было сохранено лишь несколько домов в непосредственной близости от монастыря и часовня на месте бывшей площади. Поскольку на строительстве этого микрорайона широко использовался труд заключённых, а многие из новых квартир были переданы сотрудниками МВД, за этим кварталом закрепилось неформальное название «Дубинка» («Obušek») или иначе «На дубинке» («Na pendreku»).

## Достопримечательности
- Бржевновский монастырь с одноименным кладбищем
- Пригородная усадьба Каетанка[чеш.]
- Пригородная усадьба Гердовка
- Пригородная усадьба Шлейферка
- Ветряная мельница Ветрник с садом
- Господа «У каштана» (Hospoda U kaštanu)
- Пригородная усадьба Ладронка[чеш.]
- Пригородная усадьба Гибшманка[чеш.]
- Пригородная усадьба Кнеисловка[чеш.]
- Пригородная усадьба Спиритка
- Страговский стадион
- Пригородная усадьба Шафранка
- Колокольня Звоничка
- Центральный военный госпиталь
- Институт макромолекулярной химии

## Транспорт
На территории Бржевнова 6 апреля 2015 г. откылась новая станция метро Петршины Линии A. В Бржевнове функционируют трамвайные маршруты 1, 2, 18, 22, 25, 56 и 57. Основные маршруты трамваев проходят по  улицам На Петршинах (конечная станция Петршины для маршрутов 1, 2, 18 и 56) и Белогорска (конечные станции Випих и Била Гора для маршрутов 22, 25 и 57). Главными улицами являются Паточкова, Белогорска и На Петршинах.